# Пудагла
Пудагла (њем. Pudagla) општина је у њемачкој савезној држави Мекленбург-Западна Померанија. Једно је од 89 општинских средишта округа Остфорпомерн. Према процјени из 2010. у општини је живјело 420 становника. Посједује регионалну шифру (AGS) 13059078.

## Географски и демографски подаци
Пудагла се налази у савезној држави Мекленбург-Западна Померанија у округу Остфорпомерн. Општина се налази на надморској висини од 1 метара. Површина општине износи 13,3 km². У самом мјесту је, према процјени из 2010. године, живјело 420 становника. Просјечна густина становништва износи 32 становника/km².